# Martinikerk (Oosterend)
De Martinikerk is een in de 14e eeuw gebouwde kerk, gelegen op een omgrachte ophoging in het Friese dorp Oosterend. Er is in het midden van de 11e eeuw een tufstenen voorganger gebouwd.
De kerk met toren is gebouwd in de 14e eeuw en verving een eerdere tufstenen kerk op die plaats. Voor een deel zijn de oude tufstenen muren gebruikt bij de nieuw gebouwde kerk. Oorspronkelijk was de kerk een dochterkerk van de gelijknamige decanale Martinikerk van Bolsward. De 11e-eeuwse toren is in de 17e eeuw door de bliksem gescheurd. De toenmalige grietman van Hennaarderadeel Edsardt van Grovestins gaf in 1688 de opdracht om de toren te herstellen. Een gedenksteen boven de neoclassicistische ingang herinnert aan de blikseminslag en de herbouw ten tijde van dominee Duco Silvius.

De kerk bezit een zeldzaam kreake (doksaal), gemaakt in 1554 en gesigneerd door ene Hein H, waarschijnlijk verwijzend naar Hein Hagarth, die als leerling werkzaam was in het Antwerpse atelier van Cornelis II Floris de Vriendt. Ook een kistenmaker uit de buurt wordt wel als maker van het doksaal aangemerkt. Het doksaal bevat achttien Bijbelse taferelen uit zowel het Oude als uit het Nieuwe Testament. Beide verdiepingen van het doksaal bevatten drie rondbogen en zijn versierd met motieven uit de renaissance. Langs de bovenranden zijn teksten geplaatst, aan de koorzijde in het Latijn en aan de schipzijde in het Nederlands. De teksten zijn afkomstig uit de brieven van Paulus aan Timoteüs en aan Titus: 
vliet die begheerte der ioncheit ende staet nadie rechtvaerdichheit dat gheloove die liefde en die vrede - in alle dingen so bewist u selven een exempel der goeder wercken ende hovt inder leeringe onscadelick
In de Latijnse tekst op het doksaal wordt de schoonheid van het kunstwerk verheerlijkt.
In de toren hangen twee luidklokken, een van S. Butendiic uit 1468 en een van Jacob Noteman uit 1645. In het interieur bevinden zich een 19e-eeuwse witgeschilderde preekstoel en vier 17e-eeuwse herenbanken. Het orgel dateert uit 1870 en is gemaakt door de orgelbouwer Willem Hardorff.

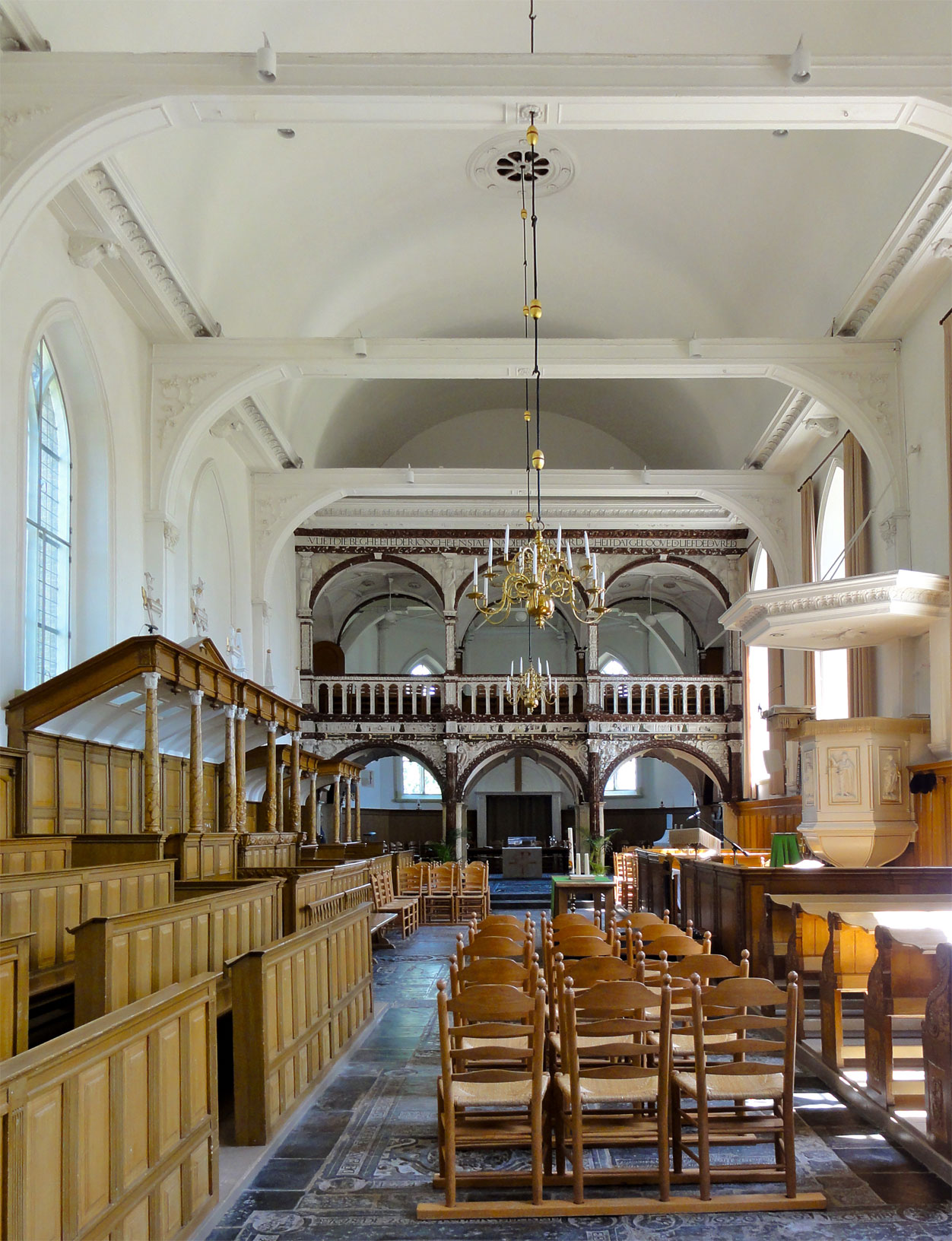
Interieur Martinikerk
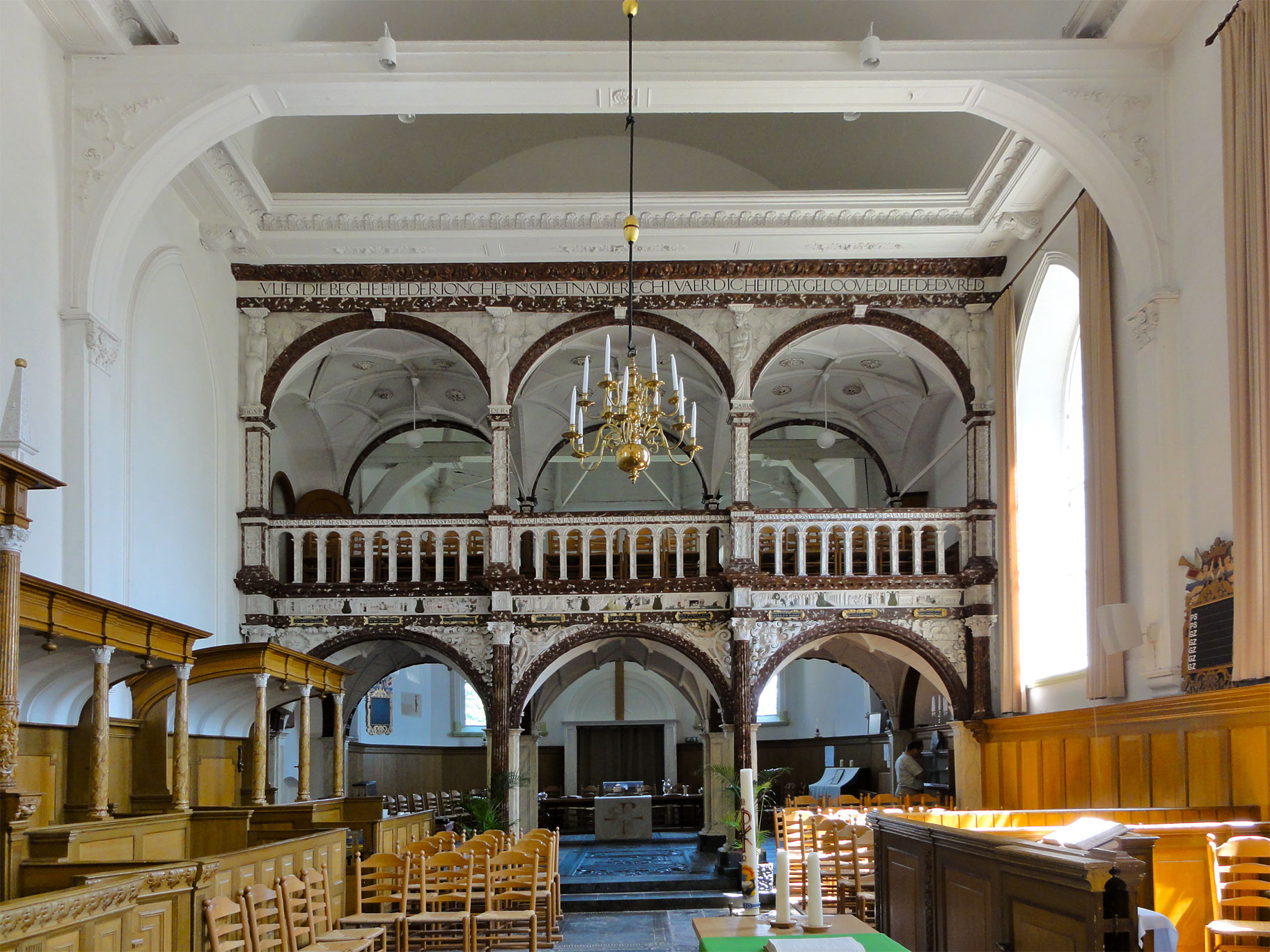
Doksaal Martinikerk
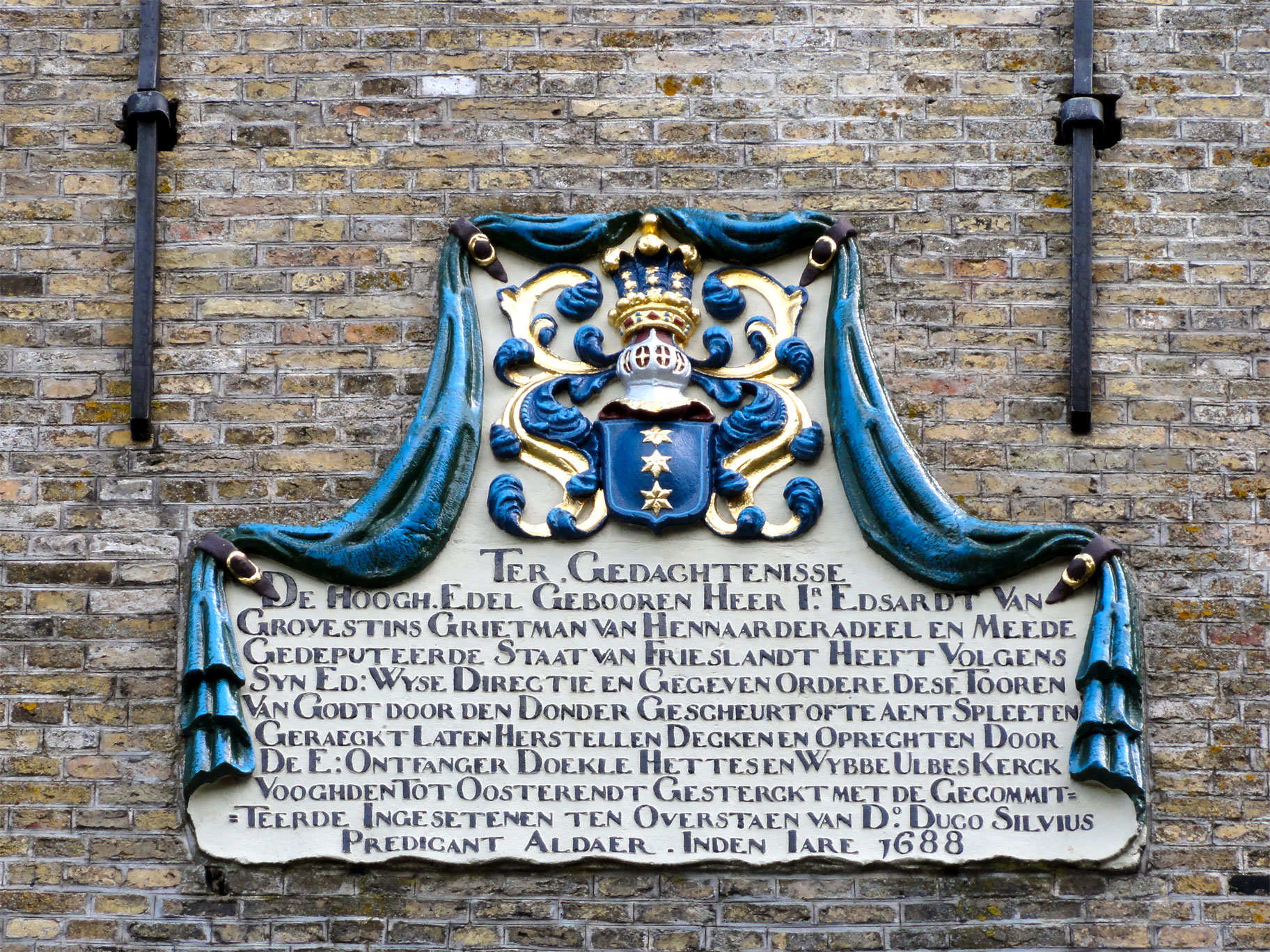
Gedenksteen in de toren uit 1688
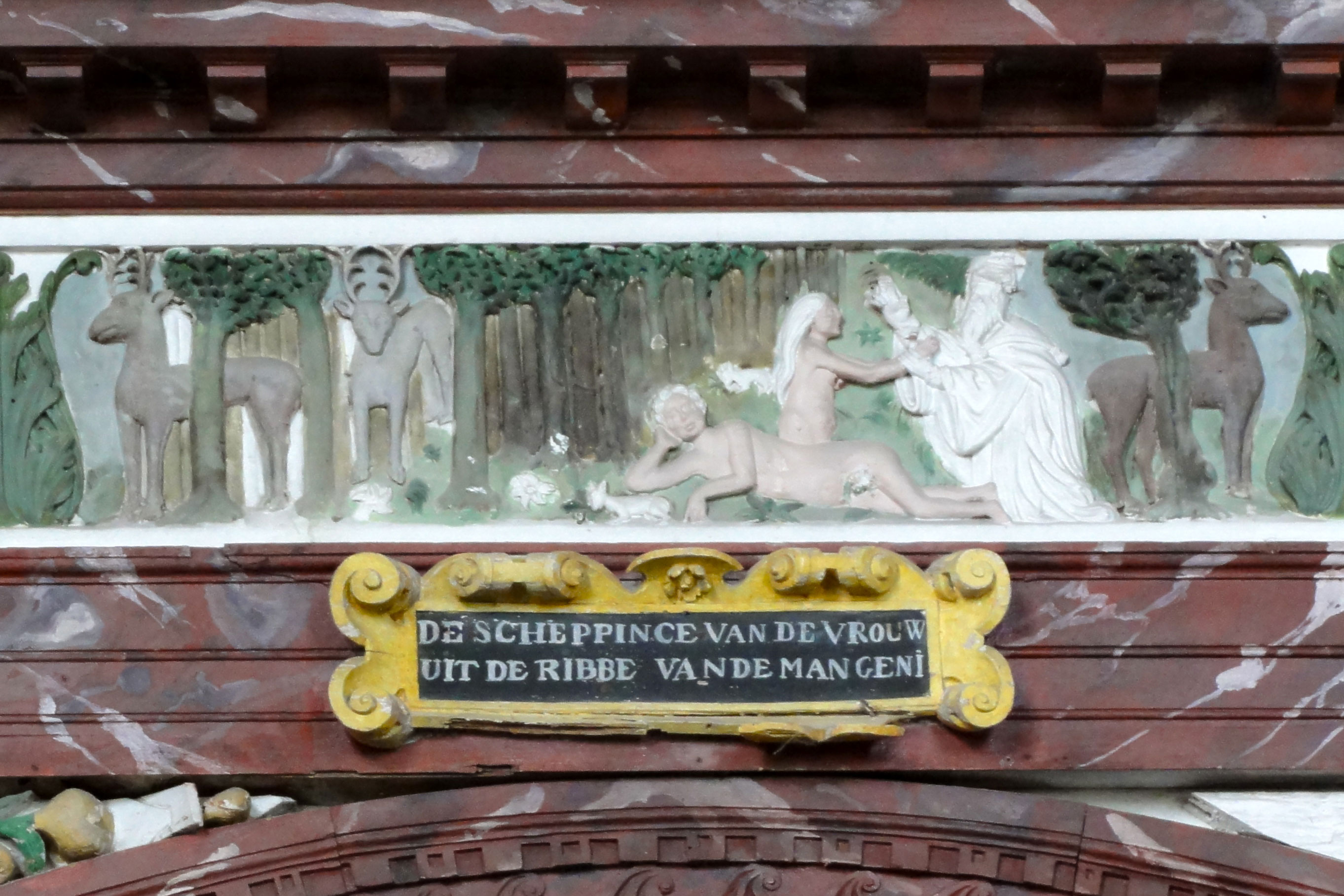
Detail van het doksaal (de schepping van de vrouw uit de ribbe van de man)